# Asthenotricha unipecten
Asthenotricha unipecten är en fjärilsart som beskrevs av Louis Beethoven Prout 1915. Asthenotricha unipecten ingår i släktet Asthenotricha och familjen mätare. Inga underarter finns listade i Catalogue of Life.